# Christopher Pissarides
Christopher Antoniou Pissarides (Grieks: Χριστόφορος Αντωνίου Πισσαρίδης) (Nicosia, 20 februari 1948) is een Cypriotisch-Brits wetenschapper, econoom, en Nobelprijswinnaar.
Pissarides kreeg in 2010 de Prijs van de Zweedse Rijksbank voor economie (die hij deelde met Peter Diamond en Dale Mortensen) voor hun onderzoek naar zoekfricties op markten.
Hij is hoogleraar aan de London School of Economics.
1969: Frisch, Tinbergen ·
1970 : Samuelson ·
1971: Kuznets ·
1972: Hicks, Arrow ·
1973: Leontief ·
1974: Myrdal, Hayek ·
1975: Kantorovitsj, Koopmans ·
1976: Friedman ·
1977: Ohlin, Meade ·
1978: Simon ·
1979: Schultz, Lewis ·
1980: Klein ·
1981: Tobin ·
1982: Stigler ·
1983: Debreu ·
1984: Stone ·
1985: Modigliani ·
1986: Buchanan ·
1987: Solow ·
1988: Allais ·
1989: Haavelmo ·
1990: Markowitz, Miller, Sharpe ·
1991: Coase ·
1992: Becker ·
1993: Fogel, North ·
1994: Harsanyi, Nash, Selten ·
1995: Lucas ·
1996: Mirrlees, Vickrey ·
1997: Merton, Scholes ·
1998: Sen ·
1999: Mundell ·
2000: Heckman, McFadden ·
2001: Akerlof, Spence, Stiglitz ·
2002: Kahneman, Smith ·
2003: Engle, Granger ·
2004: Kydland, Prescott ·
2005: Aumann, Schelling ·
2006: Phelps ·
2007: Hurwicz, Maskin, Myerson ·
2008: Krugman ·
2009: Ostrom, Williamson ·
2010: Diamond, Mortensen, Pissarides ·
2011: Sims, Sargent ·
2012: Roth, Shapley  ·
2013: Fama, Hansen, Shiller  ·
2014: Tirole  ·
2015: Deaton  ·
2016: Hart, Holmström ·
2017: Thaler ·
2018: Nordhaus, Romer ·
2019: Banerjee, Duflo, Kremer ·
2020: Milgrom, Wilson ·
2021: Imbens, Angrist, Card ·
2022: Bernanke, Diamond, Dybvig ·
2023: Goldin ·
2024: Acemoglu, Johnson, Robinson
- Bibliothèque nationale de France: cb12278606w (data)
- Gemeinsame Normdatei: 124823297
- International Standard Name Identifier: 0000 0001 0886 5170
- Library of Congress Control Number: n88283850
- Nationale Bibliotheek van Letland: 000118257
- Mathematics Genealogy Project: 201856
- Nationale Bibliotheek van Tsjechië: jn20020721357
- Nationale Bibliotheek van Israël: 987007431452305171
- Nationale Bibliotheek van Polen: a0000002925170
- Nederlandse Thesaurus van Auteursnamen: 070276862
- ORCID: 0000-0002-0695-058X
- Système universitaire de documentation: 031603319
- Virtual International Authority File: 34518071
- WorldCat: E39PBJbtqvRvffMrv7b6xpjBfq